# Mannen som kunde tala med hästar
Mannen som kunde tala med hästar är en amerikansk film från 1998 i regi av Robert Redford.

## Handling
Efter en tragisk olycka under en ridtur i skogen mister Grace sin bästa vän, och tvingas amputera sitt ena ben. Det blir en tuff omställning för hela familjen, och inte allra minst för Grace som gör sitt bästa för att anpassa sig efter sina nya förutsättningar. Graces älskade häst Pilgrim får svåra skador, men överlever. Olyckan har dock gjort honom djupt traumatiserad och till en början verkar avlivning vara det enda alternativet, något som Graces mor Annie vägrar att acceptera. 
Den enda som tycks kunna rädda Pilgrim är Tom Booker, en man som bor i Montana och sägs kunna tala med hästar. På vinst och förlust beger sig Annie och Grace iväg genom hela landet för att få hjälp med Pilgrim.  
Det visar sig bli en resa som förändrar dem alla på ett sätt som ingen hade kunnat ana.

## Om filmen
Robert Redford både regisserade och spelade titelrollen i filmen. 
Filmen är baserad på Nicholas Evans romanklassiker med samma namn från 1995. 
Karaktären Tom Booker är till stor del baserad på hästskötaren och "viskaren" Buck Brannaman.

## Musik
Låtar som spelades i filmen (utöver filmmusiken av Thomas Newman och Gwil Owen):
- "Cattle Call" - Dwight Yoakam
- "A Soft Place To Fall" - Allison Moorer
- "South Wind of Summer" - The Flatlanders
- "Still I Long For Your Kiss" - Lucinda Williams
- "Dream River" - The Mavericks
- "Slow Surprise" - Emmylou Harris
- "Big Ball's in Cowtown" - Don Walser
- "Leaving Train" - Gillian Welch
- "Cowboy Love Song" - Don Edwards
- "Me And The Eagle" - Steve Earle
- "Whispe ring Pines" - Iris DeMent
- "Red River Valley" - George Strait

## Rollista (urval)
- Robert Redford - Tom Booker
- Kristin Scott Thomas - Annie MacLean
- Sam Neill - Robert MacLean
- Dianne Wiest - Diane Booker
- Scarlett Johansson - Grace MacLean
- Kate Bosworth - Judith
- Chris Cooper - Frank Booker